# La Dame de pique (opéra)
Pour les articles homonymes, voir La Dame de pique (homonymie).
Représentations notables
- 22 septembre 1902, Opéra d'État de Vienne, direction Gustav Mahler

Personnages
- Hermann (ténor)
- Le comte Tomski (baryton)
- Le prince Yeletski (baryton)
- La comtesse (mezzo-soprano ou contralto)
- Lisa, sa petite-fille (soprano)
- Pauline, confidente de Lisa (mezzo-soprano ou contralto)
- La gouvernante (mezzo-soprano)
- Tchekalinski (ténor)
- Sourine (basse)
- Tchaplitski (ténor)
- Naroumov (basse)
- Le maître des cérémonies (ténor)
- Macha, domestique de Lisa (soprano)
- Le Commandant des enfants (rôle parlé)
- Prilepa (soprano)
- Milovzor (contralto)
- Zlatogor (baryton)
- Cupidon, Hymen (rôles muets)

Airs
- Air de Hermann (acte I)
- Ballade de Tomski  (acte I)
- Duo de Lisa et Pauline (acte I)
- Romance de Pauline (acte I)
- Arioso de Lisa (acte I)
- Air de Hermann (acte I)
- Air du prince Yeletski (acte II)
- Chanson de la Comtesse (acte II)
- Arioso de Lisa (acte III)
- Chanson de Tomski (acte III)
- Air de Hermann (acte III)

La Dame de pique (en russe : Пиковая дама / Pikovaïa dama ), op. 68, est un opéra en trois actes et sept scènes de Piotr Ilitch Tchaïkovski sur un livret de Modeste Ilitch Tchaïkovski, le neveu du compositeur. Il est basé sur la nouvelle La Dame de pique d'Alexandre Pouchkine.
Structurée comme un conte, cette histoire met en scène des personnages aux traits empruntés au théâtre populaire russe de l'époque. À quelques différences près, en particulier le personnage de Hermann, héros romantique dans l'opéra, le livret de Modeste Tchaïkovski, revu par Piotr Ilitch, reprend l'argument de la nouvelle de Pouchkine.

## Genèse
En 1887, le directeur des Théâtres impériaux de Saint-Pétersbourg, Ivan Vsevolojski, avait eu l'idée d'un opéra basé sur la nouvelle d'Alexandre Pouchkine. Il en passe d'abord commande au compositeur Nikolai Klenovsky qui se retira finalement alors que le livret avait été confié à Modeste Tchaïkovsky qui se tourna alors vers son frère pour la composition. Ce dernier a déjà composé deux ouvrages tirés de l’œuvre littéraire de Pouchkine, Eugène Onéguine en 1879 et Mazeppa en 1884. Il vient de subir fin 1887, l'échec de l'opéra L'Enchanteresse et est, de ce fait, prêt à accepter toute nouvelle composition. Pourtant il donne rapidement la priorité à son œuvre orchestrale, notamment la 5e symphonie. Et ce n'est qu'un an plus tard en 1889, qu'il se lance vraiment dans la composition de la Dame de pique. Le livret fut écrit par Modeste Tchaïkovski mais Piotr le modifia beaucoup pendant qu'il composait et rajouta ses propres paroles pour deux airs de l'opéra.
Tchaïkovski composa l'opéra à Florence, en 44 jours, du 31 janvier au 15 mars 1890. Quelques lettres échangées alors avec son frère permettent de suivre les évolutions de la composition de cette œuvre majeure.
Quelques mois plus tard, Tchaïkovski fit une révision de la partition pour le célèbre ténor Nikolaï Figner et son épouse Medea qui devaient interpréter les rôles de Hermann et Lisa lors de la première représentation. Par exemple, il transposa l'air de Hermann de la dernière scène du si majeur au la majeur.
Tchaïkovski avait imaginé Yevgeniya Mravina dans le rôle de Lisa mais s'est incliné devant la préférence de Nikolaï Figner pour sa femme Medea pour ce rôle lors de la création mondiale. Plus tard, lorsque Medea Figner doit être remplacée par Maria Deïcha-Sionitskaïa, Tchaïkovski regrette que Mravina ne puisse pas chanter le rôle.

## Création
La Dame de Pique fut représentée pour la première fois le 19 décembre 1890, au Théâtre Mariinsky, à Saint-Pétersbourg, sous la direction d'Eduard Nápravník, avec Marius Petipa pour maître de ballet. Les critiques furent très enthousiastes. L'opéra remporta un succès phénoménal. Il fut joué douze jours plus tard à Kiev et eut autant de succès. La première au Théâtre Bolchoï à Moscou eut lieu l'année suivante.
Première mondiale (Saint-Pétersbourg), le 19 décembre (7 décembre dans le calendrier julien) 1890 au théâtre Mariinsky.
- Chef d'orchestre : Eduard Nápravník
- Maître de ballet : Marius Petipa
- Décors : Vassiliev, Yanov, Levot, Ivanov, Andreïev

Première à Kiev, le 31 décembre (19 décembre dans le calendrier julien) 1890 à l'Opéra national de Kiev
- Chef d'orchestre : Iossif Pribik

Première à Moscou, le 16 novembre (4 novembre dans le calendrier julien) 1891 au théâtre Bolchoï
- Chef d'orchestre : Ippolit Altani
- Maîtres de ballet : Marius Petipa, Lev Ivanov
- Décors : Karl Waltz, Lebedev

## Distribution et créateurs
- Hermann – Герман – (ténor) : Nikolaï Figner
- Le comte Tomski – Граф Томский – (baryton) : Ivan Melnikov
- Le prince Yeletski – Князь Елецкий – (baryton) : Leonid Yakovlev
- La comtesse – Графиня – (mezzo-soprano ou contralto) : Maria Slavina
- Lisa – Лиза – sa petite-fille (soprano) : Medea Mei-Figner
- Pauline – Полина – confidente de Lisa (mezzo-soprano ou contralto) : Maria Dolina
- La gouvernante – Гувернантка – (mezzo-soprano) : Maria Pilz
- Tchekalinski – Чекалинский – (ténor) : Vassili Mikhaïlovitch Vassiliev (Vassiliev II)
- Sourine – Сурин – (basse) : Yalmar Frey
- Tchaplitski – Чаплицкий – (ténor): Constantin Kondaraki
- Naroumov – Нарумов – (basse): Vladimir Sobolev
- Le maître des cérémonies – Распорядитель – (ténor)
- Macha – Маша – domestique de Lisa (soprano)
- Le commandant des enfants – Мальчик-командир – (rôle parlé)
- Prilepa – Прилепа – dans le rôle de Chloé (soprano) : Youlia Younossova
- Milovzor – Миловзор – dans le rôle de Daphnis (contralto) : Nina Fridé
- Zlatogor – Златогор – dans le rôle de Ploutos (baryton) : Alexandre Klimov
- Cupidon, Hymen (rôles muets)
- Bonnes d'enfants, gouvernantes, nourrices, promeneurs, enfants, joueurs, bergers et bergères (chœur)

N.B. : les rôles contraltos de Milovzor et Pauline et ceux barytons de Zlatogor et Tomski peuvent être joués par les mêmes interprètes. Il est arrivé que les rôles de Prilepa et Lisa soient aussi joués par une même personne.

## Argument
Vers la fin du XVIIIe siècle, à Saint-Pétersbourg
Acte I
- Scène 1

Des enfants jouent dans un parc en été. Deux officiers, Sourine et Tchekalinski, entrent. Le premier se plaint de son peu de chance aux jeux d'argent. Le second observe qu'un autre jeune officier, Hermann, semble attiré par les tables de jeu mais n'ose jamais parier. Hermann converse avec Tomski, qui lui fait remarquer qu'il n'est plus lui-même ces temps-ci. Hermann avoue qu'il est épris d'une jeune fille de haut rang dont il ne connaît pas même le nom. Le Prince Yeletski se promène dans le parc, et Tchekalinski en profite pour le féliciter à propos de ses fiançailles récentes. Yeletski déclare son bonheur, tandis que Hermann, en aparté, le maudit jalousement. Yeletski aperçoit sa fiancée, Lisa, une jeune fille élevée sous la tutelle de sa grand-mère la Comtesse, qui se promène avec elle. Dite autrefois la Vénus de Moscou, la Comtesse est réputée pour sa grande chance au jeu. Ayant aperçu Hermann, les deux femmes constatent qu'elles l'ont déjà vu et l'observent avec effroi. Hermann se rend compte que Lisa est la belle inconnue qu'il aime. Les deux femmes partent avec Yeletski, laissant Hermann perdu dans ses pensées, tandis que les trois autres officiers parlent de la Comtesse, surnommée la Dame de Pique. Tomski leur en raconte la légende. Dans sa jeunesse, ayant vécu quelque temps en France, elle tenait sous son charme la cour de Louis XV. Elle avait gagné aux jeux de Versailles, grâce à un secret dont le Comte de Saint-Germain lui fit part en échange de ses faveurs amoureuses : le secret « des trois cartes ». Les jouer, c'était s'assurer la fortune. D'après Tomski, seuls deux hommes en ont appris le secret : son époux, et plus tard, un amant. Elle eut peu après une apparition qui l'avertit de prendre garde lorsque le troisième prétendant viendrait lui réclamer le secret. Les deux autres officiers rient de l'histoire et suggèrent que la combinaison des trois cartes pourrait résoudre les problèmes de Hermann. Celui-ci y réfléchit sérieusement : il deviendrait riche et pourrait épouser celle qu'il aime. L'orage approche, et tous s'en vont, sauf Hermann. Il se jure de connaître le secret de la Comtesse.
- Scène 2

Le soir, chez elle, Lisa joue de l'épinette et chante avec son amie Pauline un duo sur les soirées à la campagne. Leurs amies en redemandent, et Pauline entame une romance sombre et douloureuse. Mais elle s'empresse de changer de sujet, et les jeunes filles chantent un air populaire joyeux. Au milieu des réjouissances, Lisa reste à l'écart, pensive. La gouvernante les surprend, leur reproche de s'être laissées aller à des chansons inconvenantes et demande aux visiteurs de prendre congé. Pauline, la dernière à partir, veut réconforter Lisa, qui répond qu'après l'orage, elle ne pourra que passer une belle nuit, et demande à sa domestique Macha de laisser les fenêtres du balcon ouvertes avant de partir. Seule, Lisa pense à ses fiançailles et exprime son malheur et sa déception. Elle était émue par le regard romantique du jeune homme dans le parc. À sa grande surprise, Hermann apparaît sur le balcon. Il lui déclare qu'il est sur le point de se suicider, tant les fiançailles de Lisa lui font de peine. Il la supplie de prendre pitié de lui. La Comtesse frappe à la porte, Lisa cache Hermann dans la chambre et ouvre la porte à sa grand-mère, qui lui dit de fermer les fenêtres et d'aller se coucher. La Comtesse se retire, et Lisa demande à Hermann de partir, mais trahie par son émotion elle lui avoue son amour.
Acte II
- Scène 3

Peu de temps après, lors d'un bal masqué, les camarades d'Hermann parlent de son obsession pour le secret des trois cartes. Yeletsky marche avec Lisa, et remarque sa tristesse. Il l'assure à nouveau de son amour. Hermann reçoit un billet de Lisa, l'invitant à la rencontrer plus tard. Sourine et Tchekalinski se glissent derrière lui, marmonnent qu'il est le troisième prétendant au secret de la Comtesse et disparaissent dans la foule. Hermann pense avoir été la proie d'une hallucination. Le Maître des cérémonies annonce un spectacle de bergerie. Lisa donne discrètement à Hermann la clé des appartements de sa grand-mère, qui n'y sera pas le lendemain, afin qu'ils puissent se rencontrer. Mais Hermann insiste pour lui rendre visite le soir même. Avec le sentiment que le destin lui livrera le secret de la Comtesse, il part. Les invités se préparent à l'arrivée imminente de Catherine la Grande. Ils jouent et chantent pour elle une polonaise d'Ossip Kozlovski en hommage.
- Scène 4

Hermann entre dans la chambre de la Comtesse. Il admire l'un de ses portraits de jeunesse. Leurs destins sont liés, il le sent. L'un mourra à cause de l'autre. Il se cache alors que la vieille Comtesse approche. Elle déplore les manières de son temps et évoque ses souvenirs de jeunesse. Ses domestiques partent. Elle chante (en français) l'air de Laurette « Je crains de lui parler la nuit » extrait de l'opéra Richard Cœur de Lion d'André Grétry. Elle s'assoupit, et Hermann s'approche d'elle. Elle se réveille en proie à la terreur et à l'horreur. Il l'implore de lui livrer son secret. Elle reste sans voix. Il se désespère et la menace de son pistolet. Elle meurt d'effroi. À ce moment-là, Lisa se précipite dans la chambre, et pense découvrir que celui qu'elle aimait n'était intéressé que par le secret de sa grand-mère. Elle le somme de partir et pleure.
Acte III
- Scène 5

Dans sa chambre à la caserne, tandis qu'au-dehors le vent d'hiver hurle, Hermann lit une lettre de Lisa qui veut le revoir à minuit sur le quai. Il croit entendre un chœur psalmodier aux funérailles de la Comtesse. On cogne au carreau. Il est pris de peur. Le fantôme de la Comtesse apparaît, et annonce qu'elle doit contre sa volonté lui livrer le secret pour qu'il puisse épouser Lisa et sauver son honneur. Abasourdi, Hermann se répète les trois cartes : trois, sept, as.
- Scène 6

Au bord du Canal d'Hiver (le Canal Zimni), Lisa attend Hermann. Il est presque minuit, et si elle espère toujours désespérément qu'il l'aime encore, elle sent sa jeunesse et sa joie disparaître. Il arrive enfin, mais après quelques mots de réconfort, il recommence à évoquer la Comtesse et ses cartes. Puis dans un accès de folie, il ne reconnaît même plus Lisa et la quitte brutalement. Elle se rend compte que tout est perdu pour elle et se jette dans les eaux glacées de la Néva.
- Scène 7

Dans un casino, les camarades d'Hermann finissent de souper et se préparent à jouer au pharaon. Yeletski se joint au jeu car ses fiançailles ont été brisées : « Les malchanceux en amour ont de la chance au jeu ». Tomski les distrait avec une chanson. Puis Tchekalinski entame un air traditionnel sur le jeu. Alors qu'ils s'apprêtent à jouer, ils sont surpris de voir arriver Hermann, délirant et éperdu. Yeletski sent qu'une confrontation se prépare et demande à Tomski d'être son témoin si un duel devait avoir lieu. Hermann, absorbé par les paris, commence avec 40 000 roubles. Il mise sur le trois et gagne, effrayant les autres joueurs par son expression maniaque. Il mise sur le sept et gagne à nouveau. Pour fêter cela, il prend un verre de vin et déclare que la vie n'est qu'un jeu. Yeletski accepte de le défier au prochain tour. Hermann mise sur l'as mais Yeletski joue la carte gagnante : la dame de pique. Hermann devient fou : il aperçoit le fantôme de la Comtesse et se tue au pistolet. Avant de mourir, il demande pardon à Yeletski et à Lisa. Les autres prient pour son âme tourmentée.

## Orchestration
| Instrumentation de La Dame de pique |
| Bois |
| 3 flûtes (la 3e prend le piccolo), 2 hautbois (le 1er prend le cor anglais), 2 clarinettes (en la et si bémol), 1 clarinette basse (en si bémol), 2 bassons |
| Cuivres |
| 4 cors (en fa), 2 trompettes (en fa, la et si bémol), 3 trombones (2 ténors et 1 basse), 1 tuba                                                             |
| Percussions |
| timbales, tambour (caisse claire), grosse caisse |
| Cordes |
| premiers violons, seconds violons, altos, violoncelles, contrebasses                                                                                        |

## Numéros musicaux
Introduction
Acte I
- Scène 1

1. Chœur des enfants, des nourrices et autres
2. Scène et arioso d'Hermann
3. Chœur des promeneurs et scène
4. Quintette et scène
5. Scène et ballade de Tomski
6. Scène finale (L'orage)
- Scène 2

7. Duo de Lisa et Pauline
8. Scène, romance de Pauline et chanson russe avec chœur
9. Scène et arioso de la gouvernante
10. Scène finale
Acte II
- Scène 3

11. Entracte et chœur
12. Scène et air du prince Yeletski
13. Scène
14. Intermède (La Bergère sincère)
a. Chœur des bergers et bergères
b. Sarabande
c. Duo de Prilepa et Milovzor
d. Finale
15. Scène finale
- Scène 4

16. Scène et chœur
17. Scène finale
Acte III
- Scène 5

18. Entracte et scène
19. Scène
- Scène 6

20. Scène et arioso de Lisa
21. Scène et duo
- Scène 7

22. Chœur et scène
23. Chanson de Tomski et chœur des joueurs
24. Scène finale

## Airs célèbres
- Air de Hermann : « Ya imeni yeyo ne znaiou » (Je ne connais pas son nom) - Acte I
- Ballade de Tomski : « Odnajdy v Versalye au Jeu de la Reine » (Un jour, à Versailles au Jeu de la Reine) - Acte I
- Duo de Lisa et Pauline : « Ouj vietcher » (C'est le soir…) - Acte I
- Romance de Pauline : « Podrougi milié » (Mes chères amies) - Acte I
- Arioso de Lisa : « Otkouda éti slyyozy » (D'où viennent ces larmes) - Acte I
- Air de Hermann : « Prosti, nebesoaye sozdanyé » (Pardonne-moi, céleste créature) - Acte I
- Air du prince Yeletski : « Ya vas lioubliou, lioubliou bezmerno » (Je vous aime à la folie) - Acte II
- Chanson de la Comtesse :« Je crains de lui parler la nuit » - Acte II
- Arioso de Lisa : « Ouj polnotch blizitsa... Akh! Istomilas ya gorem... » (Minuit approche... Ah, le chagrin m'a épuisée…) - Acte III
- Chanson de Tomski : « Yeslib miliyé diévitsy » (Si les chères demoiselles) - Acte III
- Air de Hermann : « Chto nacha jizn ? Igra ! » (Qu'est-ce que notre vie ? Un jeu !) - Acte III

## Analyse
L’œuvre de Pouchkine qui sert de base à l'opéra de Tchaïkovski est un classique de la littérature russe du XIXe siècle racontant les conséquences dramatiques d'une addiction au jeu et des obsessions d'un aristocrate russe pour résoudre une énigme, celle des « trois cartes ». L'histoire relève du fantastique avec cette vieille dame accusée d'être sorcière, autant que du récit dramatique symbolisé par la mort subite de la comtesse et le suicide désespérée de Lisa.

## Galerie

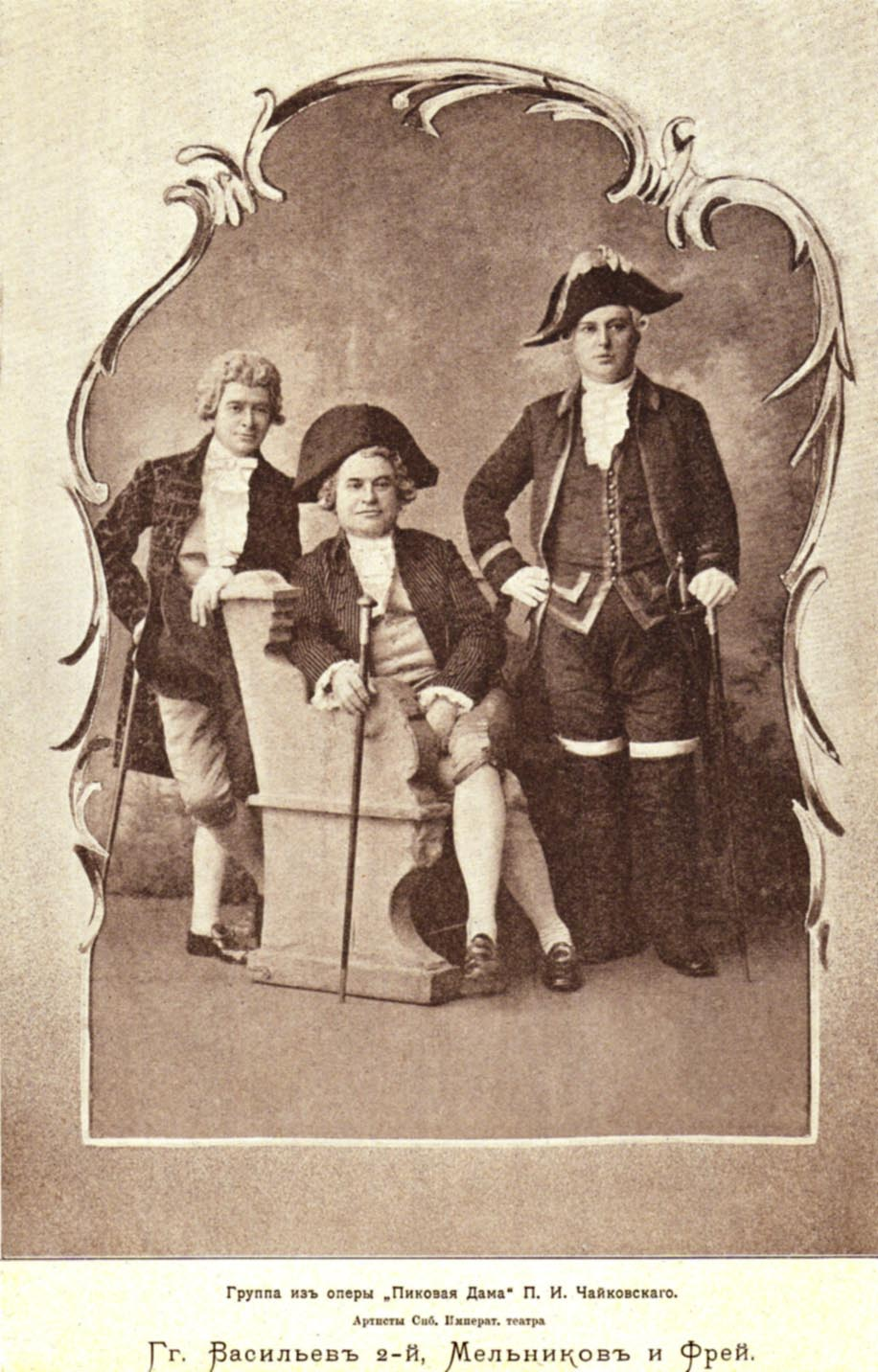
Carte postale d'avant 1891: les chanteurs Vassili Vassiliev (Vassiliev II) — Tchekalinski, Ivan Melnikov — Tomski, et Yalmar Frei — Sourine.
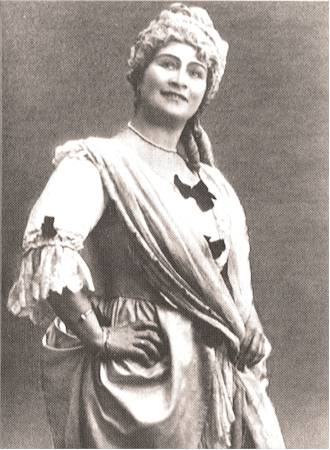
Nadejda Oboukhova dans le rôle de Pauline en 1916.